# Joël Voordewind
Joël Stephanus Voordewind (Sleen, 9 juli 1965) is een Nederlands voormalig ChristenUnie-politicus en bestuurder. Hij was lid van de Tweede Kamer der Staten-Generaal (2006-2021) en wethouder van Alkmaar (2022-2023).

## Levensloop
Voordewind groeide op in de Bijlmermeer (Amsterdam) en Vianen (Utrecht). Hij werkte zelf als jongerenwerker bij Jeugd met een Opdracht en Youth for Christ, en studeerde politicologie en internationale betrekkingen aan de Vrije Universiteit Amsterdam. In 1991, tijdens de Golfoorlog, werkte hij een halfjaar in Irak voor de ontwikkelingsorganisatie Tearfund. Van 1991 tot 1994 was hij junior beleidsmedewerker bij de Tweede Kamer-fractie van de PvdA. Daarna was hij als veld- en beleidsmedewerker werkzaam bij de Europese Unie, de Verenigde Naties en de internationale christelijke hulporganisatie Dorcas. Ook werkte hij enige tijd als voorlichter bij het ministerie van Defensie. Als nevenfunctie was Voordewind van 1999 tot 2010 voorzitter van de christelijke hulpverleningsorganisatie Stichting Dorcas Hulp Nederland.
Voordewind, voor wie het geloof in zijn studententijd een persoonlijke zaak was geworden, was bij de PvdA terechtgekomen omdat hij zich aangesproken voelde door Jan Pronk, die volgens hem politiek handelde vanuit zijn geloofsovertuiging. Later kreeg hij moeite met bepaalde standpunten van deze partij en kwam hij voor zichzelf tot de slotsom dat hij er beter aan deed naar een christelijke politieke partij over te stappen. Hij verruilde daarom de PvdA voor de ChristenUnie. Als gevolg hiervan werd hij in 1999 beleidsmedewerker van de Tweede Kamerfractie van laatstgenoemde partij, een functie die hij tot 2001 bekleedde toen hij voor de Tweede Kamerverkiezingen van 2002 en die van 2003 landelijk campagneleider van deze partij werd. Vervolgens vervulde hij nog een tweetal leidinggevende functies bij de ChristenUnie, eerst een met betrekking tot de achterban, om daarna de leiding van de communicatie op zich te nemen. Het laatste verruilde hij in het voorjaar van 2006 voor die van de communicatie van de Tweede Kamerfractie.

#### Tweede Kamer
Voordewind deed als nummer vier op de kandidatenlijst van de ChristenUnie mee aan de Tweede Kamerverkiezingen van 2010. Hij had als lid van de Tweede Kamer de portefeuilles Asiel en Immigratie, Buitenlandse Zaken, Ontwikkelingssamenwerking, Jeugdzorg, Primair en Voortgezet Onderwijs en Media onder zijn hoede. Bij de Tweede Kamerverkiezingen van 2006 stond hij ook als nummer vier op de kandidatenlijst van de ChristenUnie en werd, omdat de ChristenUnie zes zetels in de wacht sleepte, tot Kamerlid verkozen, van 30 november 2006 tot 31 maart 2021 was hij lid. Zijn portefeuille omvatte Buitenlandse Zaken, Defensie, Jeugd en Gezin en Ontwikkelingssamenwerking.
Al eerder was hij in politieke zin voor de ChristenUnie opgetreden. Zo was hij voor een korte periode duo-statenlid van de Provinciale Staten van Noord-Holland en was hij in 2002 en 2006 lijsttrekker bij de gemeenteraadsverkiezingen voor Amsterdam. Hij kwam echter niet in de gemeenteraad omdat de ChristenUnie geen zetels wist te verwerven.
Voordewind diende in januari 2007 samen met PvdA-collega Jet Bussemaker de motie in die leidde tot een algemeen rookverbod in de horeca. Ook was hij in september 2009 samen met Martijn van Dam (eveneens PvdA) indiener van de motie die een einde maakte aan de missie Task Force Uruzgan. Hij zorgde er verder voor dat Nederlandse bedrijven die gebruikmaken in de productieketen van kinder- of dwangarbeid een boete krijgen en dat zij geen enkele steun of subsidie meer ontvangen van de overheid. Ook zette hij zich in voor een nationale Preventieplan tegen zelfdoding en de financiering voor de hulptelefoon 113.
In februari 2008 viel Voordewind op doordat hij een pleidooi hield voor het boycotten van de openingsceremonie van de Olympische Spelen dat jaar in China. Hij zei het ongepast te vinden als Nederlandse atleten feest gaan vieren "als er enkele straten verderop mensen worden opgepakt". Wegblijven bij dit deel van de Spelen zou volgens Voordewind een goed signaal kunnen zijn om de mensenrechtensituatie in China aan te kaarten. Ook was hij initiatiefnemer voor een hoorzitting die de Tweede Kamer op 23 april hield over dit onderwerp.
Op 11 juni 2008 bleek dat er geen Kamermeerderheid voor een boycot te vinden was.
Meer succes had een motie van Voordewind die het kabinet-Balkenende IV opriep China aan te spreken op het beleid van dat land om vluchtelingen uit Noord-Korea terug te sturen naar hun land, waar hun zware straffen wachten. Hiermee zou China het Vluchtelingenverdrag van Genève schenden. De motie werd op 24 juni 2008 unaniem door de Tweede Kamer aangenomen.
Verder maakt Voordewind zich onder andere sterk voor de bestrijding van kinderarbeid, het rookverbod in de horeca en heeft hij gepleit voor een snelle start van de bouw van huizen voor de 1,3 miljoen ontheemden in de tentenkampen van Haïti. Begin 2011 voerde hij het woord bij de stemmingen over de Nederlandse geïntegreerde politietrainingsmissie in Kunduz, waarin de CU een van de oppositiepartijen was met een doorslaggevende stem.
Voordewind reist regelmatig op eigen gelegenheid naar landen die iets te maken hebben met zijn werk als Kamerlid. In mei 2009 verbleef hij met een delegatie in Israël om leden van de nieuwe regering-Netanyahu te ontmoeten, gesprekken te voeren op de Westelijke Jordaanoever met onder anderen christen-Palestijnen en dorpen aan de rand van de Gazastrook zoals Sderot en Ashkelon te bezoeken. Eind augustus 2010 verbleef hij op Haïti, dat eerder dat jaar door een grote aardbeving was getroffen, onder meer om te kijken hoe de hulp vordert en verslag te doen aan het Nederlands Dagblad.
Op 1 maart 2012 diende Voordewind samen met Diederik Samsom (PvdA) een wetsvoorstel in om asielkinderen die acht jaar of langer in Nederland wonen, recht te geven op een verblijfsvergunning vanwege hun verworteling in Nederland en omdat de staat niet binnen deze acht jaar uitsluitsel heeft kunnen geven over hun vertrek of verblijf. De voorgestelde wet kreeg de naam 'Kinderasielwet' mee; ook werd wel gesproken over de 'Wortelingswet' of de 'Maurowet'. De kinderasielwet werd grotendeels overgenomen door het kabinet-Rutte II.
In juni 2012 werd hij verkozen tot Fair Politician of the Year door de Evert Vermeer Stichting, die toelichtte dat Voordewind zich "het afgelopen jaar het meest van alle Kamerleden ingezet [heeft] voor beleidscoherentie: eerlijk beleid ten opzichte van ontwikkelingslanden". Voordewind werd op 5 juli van datzelfde jaar door de Volkskrant genoemd als meest succesvol moties indienend Kamerlid van de afgelopen zes jaar na zijn partijgenote Esmé Wiegman. Wiegman had 100 en Voordewind 95 moties aangenomen weten te krijgen.
Op 9 juli 2012 diende hij het initiatiefwetsvoorstel Verhoging alcoholleeftijd naar 18 jaar in, met steun van de meerderheid van de Tweede Kamer (PvdA, CDA, SGP, SP, GroenLinks, Partij voor de Dieren). Met betrekking tot geloofsvrijheid zijn mede door acties en bemiddeling van Voordewind twee Iraanse christenen vrijgelaten uit de Iraanse gevangenis, te weten Vahik Abrahamian en Youssef Nadarkhani. Beiden waren eerder veroordeeld tot de doodstraf. Abrahamian en zijn vrouw konden worden opgevangen in Nederland.
Minister Lilianne Ploumen zegde toe het gesprek met de supermarktketens aan te gaan om tot uitvoering van de motie van Voordewind (6 december 2010) te komen als het gaat om kinderarbeidsvrije supermarkten. De motie vraagt de supermarkten om in 2015 tot aanbieding van uitsluitend eerlijke producten te komen. Albert Heijn heeft dit inmiddels toegezegd voor wat betreft de eigen huismerken. Ook op aandringen van Voordewind (motie 33000 V, nr. 54) zullen Nederlandse handelsmissies 'verduurzaamd' worden, via een sustainable match-systeem, dat is: met extra aandacht voor het vinden van duurzame lokale handelspartners.
Tijdens de kabinetsformatie van 2017 maakte Voordewind zich tevergeefs hard om het zogeheten kinderpardon, waardoor kinderen van asielzoekers die langer dan vijf jaar in Nederland zijn opgegroeid kunnen blijven, in het regeerakkoord van Rutte III te krijgen. VVD en CDA wilden daar niet aan meewerken.
Begin 2019 ontstond er ruimte voor het kabinet om alsnog het kinderpardon door te voeren doordat het CDA een ander standpunt innam. De druk van diverse acties in het land waaronder een voortdurende kerkdienst in de Haagse Bethelkapel had de druk vergroot en bood ruimte voor een nieuwe regeling. De ChristenUnie pleitte daarop voor een directe uitzetstop en de onderhandelingen kwamen in een stroomversnelling. De voorstellen die Joël Voordewind al tijdens de formatie deed voor een ruimhartige regeling werden doorgevoerd en boden toekomst aan vele kinderen.
 Op 30 maart 2021 was zijn laatste werkdag bij de Tweede Kamer.

#### Na de Tweede Kamer
Na zijn Kamerlidmaatschap werd Voordewind consultant voor non-profitorganisaties. Per 21 september 2021 werd hij 'speciaal ambassadeur' bij de christelijke hulporganisatie ZOA. Hij is tijdelijk adviseur van de landelijke ChristenUnie over versnelling en verbetering asielopvang. Op 7 juli 2022 werd Voordewind namens de ChristenUnie benoemd tot wethouder van Jeugd en jeugdzorg, WMO, Asielbeleid en Migratie in Alkmaar. Tevens was hij de zevende locoburgemeester. Op 13 maart 2023 trad hij terug na een aangenomen ontslagbesluit tegen alle wethouders. Per 1 juli 2023 werd hij directeur-bestuurder van de Stichting Tot Heil des Volks.

## Onderscheidingen
- Bij zijn afscheid van de Tweede Kamer werd Voordewind benoemd tot Ridder in de Orde van Oranje Nassau.[19]
- Op woensdag 2 juni 2021 ontving Voordewind uit handen van Christenen voor Israël de Karel van Oordt-award, een onderscheiding voor zijn inzet voor Israël.

## Persoonlijk
Kerkelijk behoort hij tot de Vineyardbeweging, een evangelische beweging; hij is betrokken bij de Amsterdamse afdeling daarvan. Voordewind is getrouwd, vader van twee kinderen en woont te Amsterdam. Zoon Manuel is werkzaam als CU-persvoorlichter voor de Tweede Kamerfractie.